# Arenzana de Abajo
Arenzana de Abajo é um município da Espanha 
na província e comunidade autónoma de La Rioja, de área 8,39 km² com população de 261 habitantes (2007) e densidade populacional de 31,11 hab./km².

## Demografia
| Variação demográfica do município entre 1991 e 2004 | Variação demográfica do município entre 1991 e 2004 | Variação demográfica do município entre 1991 e 2004 | Variação demográfica do município entre 1991 e 2004 |
| --------------------------------------------------- | --------------------------------------------------- | --------------------------------------------------- | --------------------------------------------------- |
| 1991                                                | 1996                                                | 2001                                                | 2004                                                |
| 387                                                 | 331                                                 | 295                                                 | 265                                                 |